# Tetrastigma andamanicum
Tetrastigma andamanicum là một loài thực vật hai lá mầm trong họ Nho. Loài này được (King) Suess. miêu tả khoa học đầu tiên năm 1953.